# Sub conditione
Sub conditione (lateinisch ‚unter der Bedingung‘) ist ein Terminus technicus in der Sakramententheologie der römisch-katholischen Kirche und der Selbständigen Evangelisch-Lutherischen Kirche.
In der römisch-katholischen Kirche kennzeichnet es die bedingungsweise Spendung eines Sakramentes, vorwiegend eines solchen, das einen character indelebilis einprägt (Taufe, Firmung und Weihesakrament), sofern nicht mit hinreichender Sicherheit feststeht, ob eine vorherige Spendung dieses Sakramentes gültig erfolgte (can. 845 § 2 CIC).

## Typische Anwendungsfälle

### Taufe
- bei (Früh- bzw. Fehl-)Geburt, wenn es fraglich ist, ob der Täufling lebt. Spendeformel z. B. Si vivis, ego te baptizo in nomine Patris et Filii et Spiritus Sancti. („Wenn du lebst, so taufe ich dich im Namen des Vaters, des Sohnes und des Heiligen Geistes.“)
- bei vermutetem Intentionsmangel des Taufspenders oder Täuflings oder im Falle stark korrumpierter Taufformel bei der „Ersttaufe“: Spendeformel z. B. Si non baptizatus es, ego te baptizo […] („Wenn du nicht getauft bist, taufe ich dich […]“)

### Firmung bzw. Weihesakrament
- bei vermutetem Intentionsmangel oder mangelnder Spendefähigkeit des Spenders der Firmung, bei Intentionsmangel des Firmlings oder im Falle stark korrumpierter Spendeformel bei der „Erstfirmung“: Spendeformel z. B. Si non confirmatus es, accipe signaculum doni Spiritus Sancti. („Wenn du nicht gefirmt bist, sei besiegelt durch die Gabe Gottes, den Heiligen Geist.“)
- Ist fraglich, ob ein Kandidat überhaupt fähig ist, das Sakrament gültig zu empfangen, ist auch die Bedingung Si capax es […] vorstellbar.

### Bei der Spendung anderer Sakramente
- beim Bußsakrament, sofern die ausreichende Disposition nicht feststeht, jedoch die Absolution drängt (in Todesgefahr): Si capax es […] bzw. Si vivis […]
- bei der Krankensalbung, sofern der Todeseintritt möglich oder seit dem (medizinisch festgestellten) Eintritt des Todes nur eine kurze Zeitspanne (max. zwei Stunden) verflossen ist: Si vivis […]
- Bei den übrigen Sakramenten ist eine Spendung sub conditione begrifflich kaum vorstellbar.